# Arquebisbat de Bríndisi-Ostuni

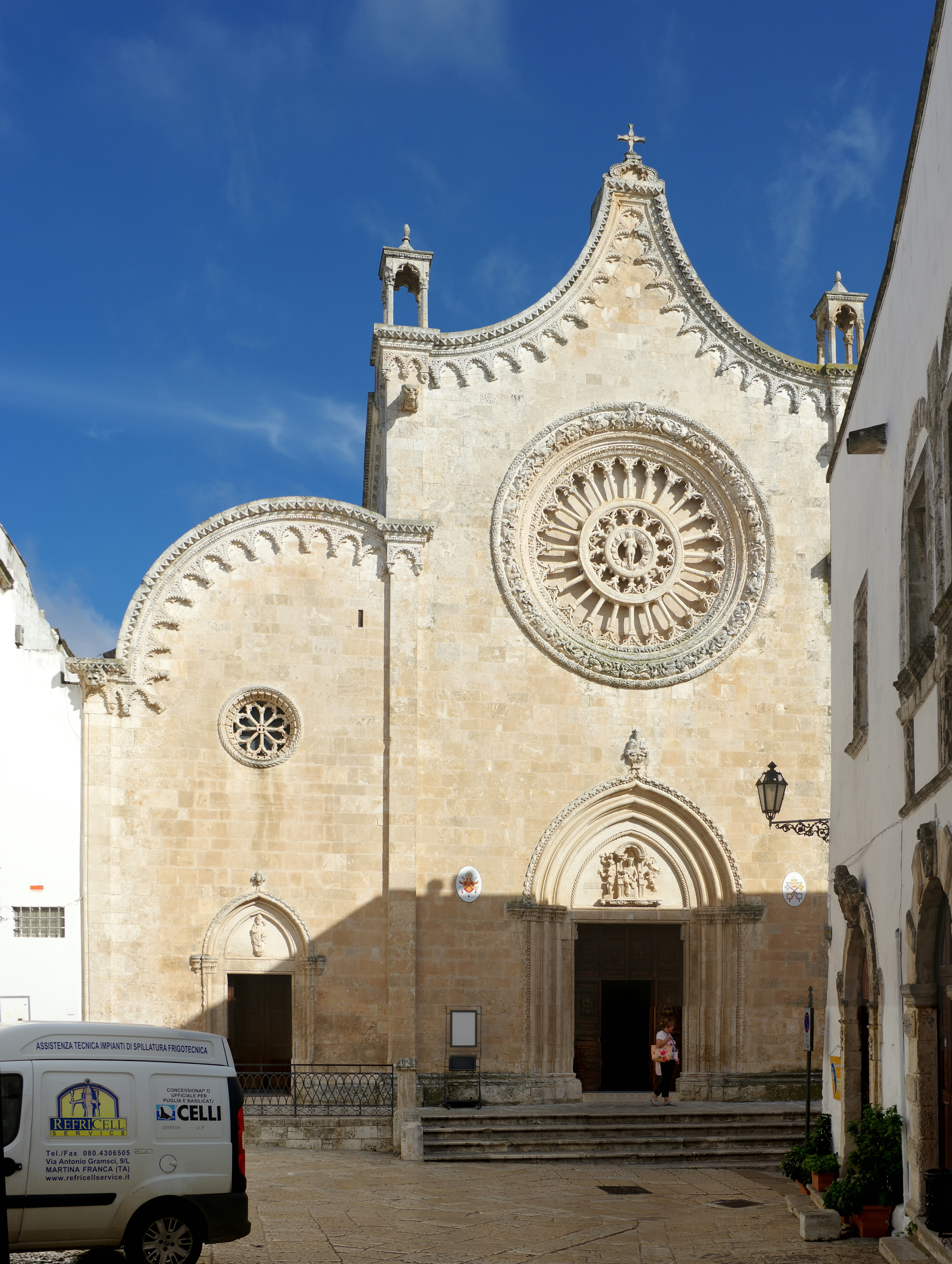
La façana de la Cocatedral de Santa Maria dell'Assunzione d'Ostuni

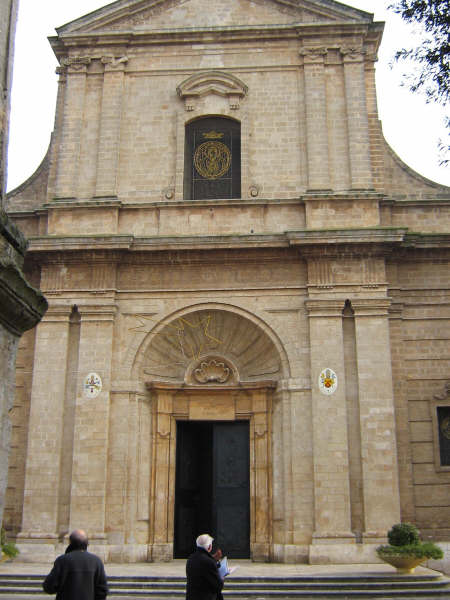
La façana de la Basílica de Santa Maria della Vittoria, San Vito dei Normanni

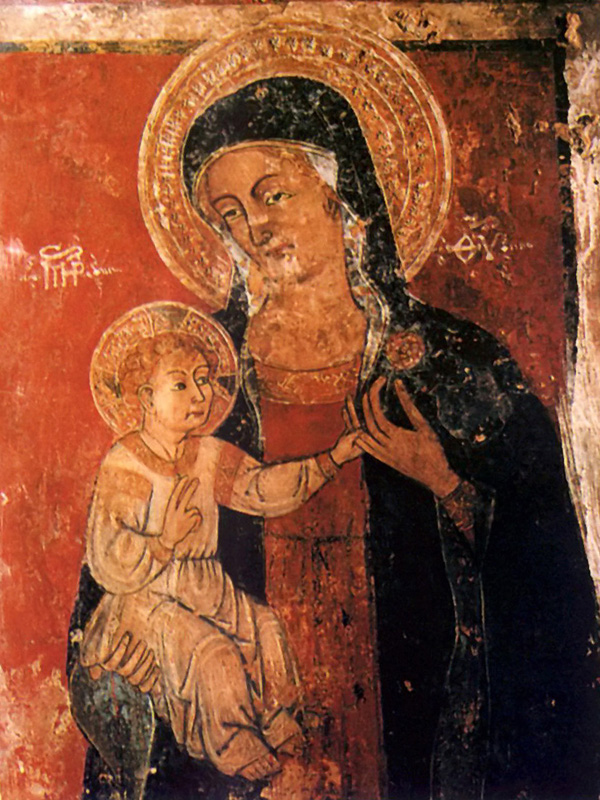
Cripta de la Madonna della Favana, Veglie

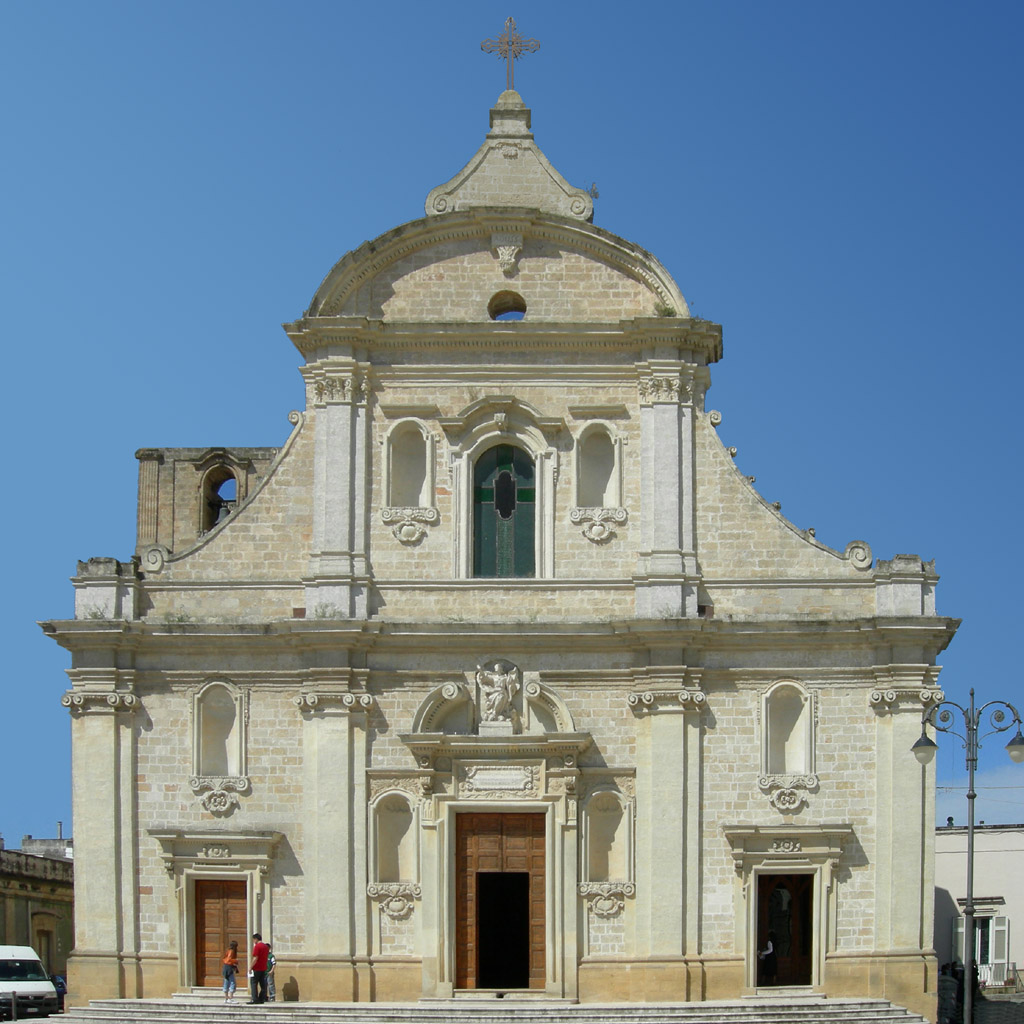
La Chiesa Madre, Guagnano

L'arquebisbat de Bríndisi-Ostuni (italià: arcidiocesi di Brindisi-Ostuni; llatí: Archidioecesis Brundusina-Ostunensis) és una seu de l'Església catòlica, sufragània de l'arquebisbat de Lecce, que pertany a la regió eclesiàstica Pulla. El 2012 tenia 281.593 batejats d'un total de 284.593 habitants. Actualment està regida per l'arquebisbe Domenico Caliandro.

## Territori

### Parròquies
La diòcesi s'estén sobre el territori administratiu de tres províncies Bari, Brindisi i Lecce, mentre que canònicament està dividida en 60 parròquies, reagrupades en 6 arxiprestats, 4 forans i 2 urbans:
Província de Bari
- Locorotondo, Habitants: 14.038 - Parròquies: 3;

Província de Bríndisi
- Bríndisi, Habitants: 92.220 - Parròquies: 17;
- Carovigno, Habitants: 15.427 - Parròquies: 3;
- Cellino San Marco, Habitants: 6.993 - Parròquies: 1;
- Mesagne, Habitants: 28.600 - Parròquies: 7;
- Ostuni, Habitants: 32.458 - Parròquies: 10;
- San Donaci, Habitants: 7.183 - Parròquies: 1;
- San Michele Salentino, Habitants: 6.259 - Parròquies: 1;
- San Pancrazio Salentino, Habitants: 10.359 - Parròquies: 2;
- San Vito dei Normanni, Habitants: 19.976 - Parròquies: 5;

Província de Lecce
- Guagnano, Habitants: 6.252 - Parròquies: 2;
- Leverano, Habitants: 13.903 - Parròquies: 3;
- Salice Salentino, Habitants: 8.859 - Parròquies: 2;
- Veglie, Habitants: 14.077 - Parròquies: 3.

### Arxiprestats
L'arxdiòcesi comprèn 2 arxiprestats urbans, les ciutats de Bríndisi e Ostuni, i 4 arxiprestats forans:
- Arxiprestat urbà San Lorenzo da Brindisi: comprèn 17 parròquies a la ciutat de Bríndisi;
- Arxiprestat urbà San Biagio: comprèn les 10 parròquies d'Ostuni;
- Arxiprestat forà Madonna del Carmine: comprèn Mesagne i les seves 7 parròquies;
- Arxiprestat forà San Rocco: comprèn les 3 parròquies de Locorotondo;
- Arxiprestat forà San Vito Martire: comprèn les 9 parròquies dels municipis de Carovigno, San Michele Salentino i San Vito dei Normanni;
- Arxiprestat forà Santa Maria Assunta: comprèn 14 parròquies dels municipis de Cellino San Marco, Guagnano, Leverano, Salice Salentino, San Donaci, San Pancrazio Salentino i Veglie.

La seu arxiepiscopal és la ciutat de Bríndisi, on es troba la catedral de San Giovanni Battista. A Ostuni hi ha la cocatedral de Santa Maria dell'Assunzione.

### Santuaris
Bríndisi:
- Santa Maria degli Angeli;
- Maria nascente;
- Santa Maria Madre della Chiesa, Contrada Jaddico;

Carovigno:
- Maria Santissima de Belvedere;

Ostuni:
- Madonna della Grata;
- Sant'Oronzo;
- San Biagio;

San Pancrazio Salentino:
- Sant'Antonio alla Macchia.

## Història

### Bríndisi
Bríndisi, el primer port d'escala per als vaixells procedents d'Orient, va rebre el cristianisme probablement des del començament de l'era cristiana. Segons la tradició, la diòcesi de Bríndisi va ser erigida al segle iv. El primer bisbe va ser sant Leuci d'Alessandria.
Al voltant de 670, la ciutat va ser destruïda pels longobards, que va fer d'Oria el seu bastió. Els bisbes de Bríndisi van traslladar-hi allà la seva seu: el primer bisbe de Bríndisi i Oria va ser Magelpoto. Posteriorment la diòcesi cau sota la influència de l'Imperi Romà d'Orient i l'Església grega.
Amb el bisbe Teodosi (segona meitat del segle ix) es va iniciar el procés de repoblació de la ciutat de Bríndisi. Va ser el responsable de la construcció de la basílica de Sant Leuci (destruïda el 1720), que va ser fins al final del segle xi la catedral de la renascuda diòcesi de Bríndisi.
Cap al final del segle x, en l'època de l'emperador Basili II (976-1025), la seu de Bríndisi va ser elevada al rang d'arxidiòcesi metropolitana. És de suposar que Joan II va ser el primer arquebisbe de Bríndisi. Ja en la primera meitat del segle xi a Bríndisi es reconeixen dos sufragànies: Ostuni i Monopoli.
El 1071 els normands es van fer amos de Bríndisi, derrotant els grecs. Això va comportar el retorn a la seu del ritu llatí i l'obediència romana. Als normands es deu la finalització de la reconstrucció i repoblació de Bríndisi: Godino va ser el primer arquebisbe que va moure la seva seu d'Oria a Brindisi. Segons Eubel, fins al segle xvi, la seu tenia el títol de Bríndisi i Oria. El 1089 el Papa Urbà II va anar-hi per consagrar el perímetre de la nova catedral normanda, que es completà el 1143. El mateix Papa va prendre a la metròpoli de Bríndisi la seu de Monopoli, que es va convertir immediatament subjecta a la Santa Seu.
El 10 de maig de 1591 Oria va convertir-se en la seu d'una nova diòcesi, el territori de la qual va sorgir de l'arxidiòcesi de Bríndisi, i contextualment va esdevenir sufragània de l'arxidiòcesi de Tàrent.
Amb la butlla De utiliori del 27 de juny de 1818, el Papa Pius VII va suprimir la diòcesi d'Ostuni unint així el territori al de Bríndisi, pel qual va perdre la seva única seu sufragània. No obstant això, la diòcesi d'Ostuni va ser restaurada el 14 de maig de 1821 i concedida a l'administració perpètua de Bríndisi.

### Ostuni
Alguns autors han atribuït a una suposada seu d'Hostunensium el bisbe Melazio, esmentat en una carta del Papa Gregori el Gran del 596 o del 601, el bisbe que no pertany a la seu de Histonium, és a dir Vasto.
La diòcesi d'Ostuni data del segle x, unida a la diòcesi de Monopoli, que era hereva de l'antiga diòcesi d'Egnazia. Quan Bríndisi va ser elevada al rang de seu metropolitana, Ostuni va tenir el seu propi bisbe, sufragani de Bríndisi; el primer conegut és Datto, qui en 1071 va estar present en la consagració de l'església de Montecassino.
Entre els bisbes ostuneses es distingeixen: Bartolomeo Mezzavacca, creat cardenal; Nicola d'Arpono, que va promoure la construcció de la catedral; Giovanni Carlo Bovio, protagonista al Concili de Trento.
Al final del segle xviii Ostuni es ressentí de les tensions entre la Santa Seu i el Regne de Nàpols, que acabarà amb un acord de 1791 pel qual el bisbe d'Ostuni era nomenat pel Rei. No obstant això, la seu d'Ostuni estava vacant des 1794 i el 27 de juny 1818 va ser suprimida amb la butlla De utiliori del Papa Pius VII i el seu territori quedà unit amb el de l'arxidiòcesi de Bríndisi. El 14 de maig de 1821, però, va ser restaurada pel mateix Papa amb la butlla Si qua prae i la seva administració perpètua va ser concedida als arquebisbes de Bríndisi. La diòcesi inclou les ciutats d'Ostuni, Carovigno, San Vito dei Normanni, San Michele Salentino i Locorotondo.

### Brindisi-Ostuni
El 20 d'octubre de 1980, en virtut de la butlla Conferentia Episcopalis Apuliae del Papa Joan Pau II, l'arxidiòcesi de Bríndisi, tot i que mantenia la dignitat d'arquebisbat, va perdre el rang de metropolitana; i juntament amb la diòcesi d'Ostuni va esdevenir sufragània de l'arxidiòcesi de Lecce.
El 30 de setembre de 1986 amb el decret Instantibus votis de la Congregació per als Bisbes, l'arxidiòcesi de Bríndisi i la diòcesi d'Ostuni es van unir en plena unione i la nova circumscripció eclesiàstica ha assumit el seu nom actual.
L'arxidiòcesi ha acollir la visita pastoral de Benet XVI el 14 i 15 de juny de 2008.

## Cronologia episcopal

### Seu de Bríndisi
Bisbes de Bríndisi
- San Leucio †
- Marco † (citat el 325)
- Proculo † (350 - 362)
- San Pelino † (362)
- Ciprio † (363)
- Leone †
- Sabino †
- Eusebio †
- Dionisio †
- Giuliano I † (citat el 493)
- Prezioso † (680)

Bisbes i arquebisbes d'Oria i Brindisi

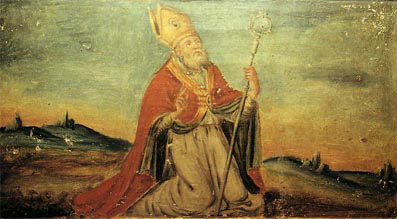
San Leuci, primer bisbe de Bríndisi

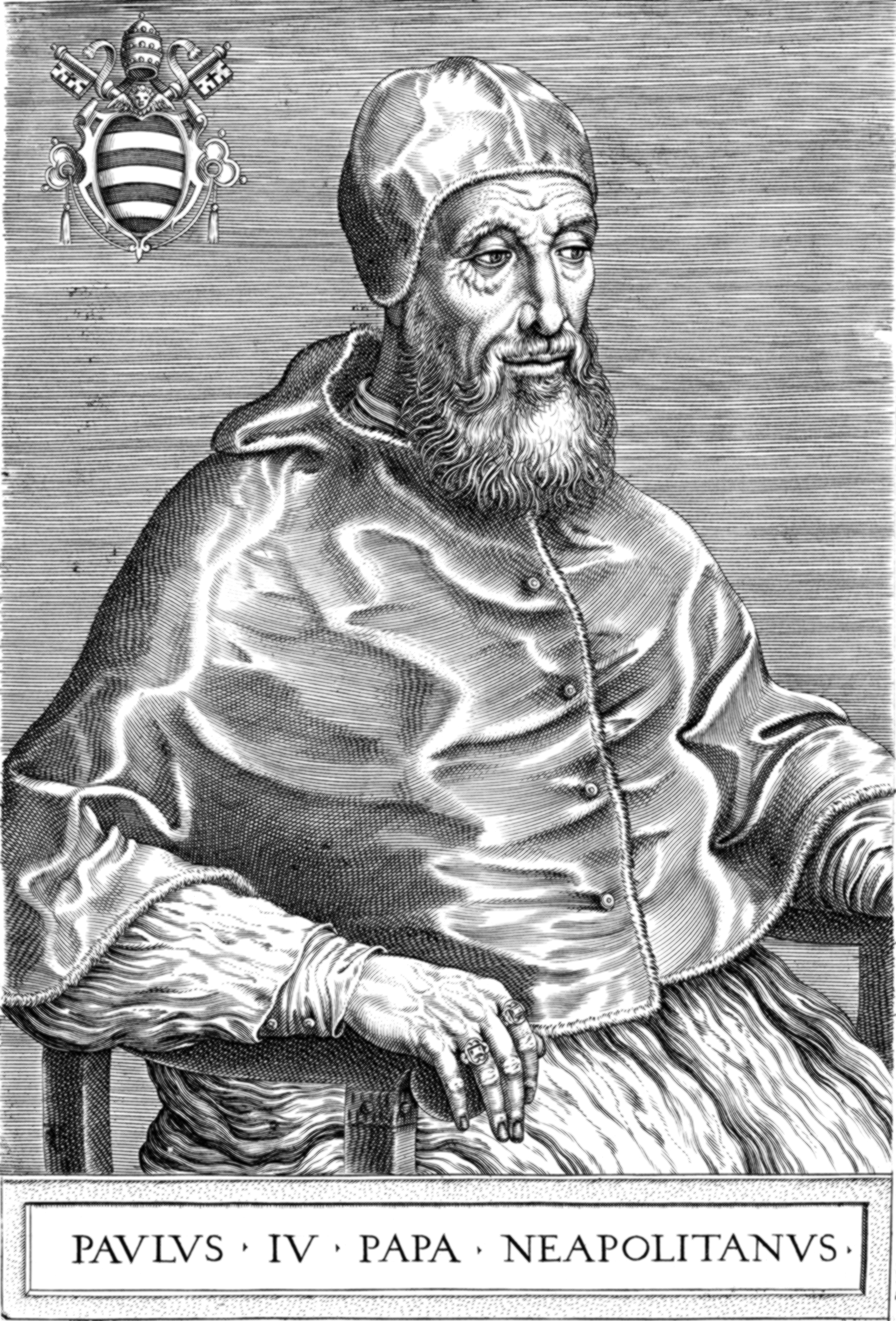
El papa Pau IV, nat Gian Pietro Carafa, arquebisbe de Bríndisi i Oria (1518-1524)

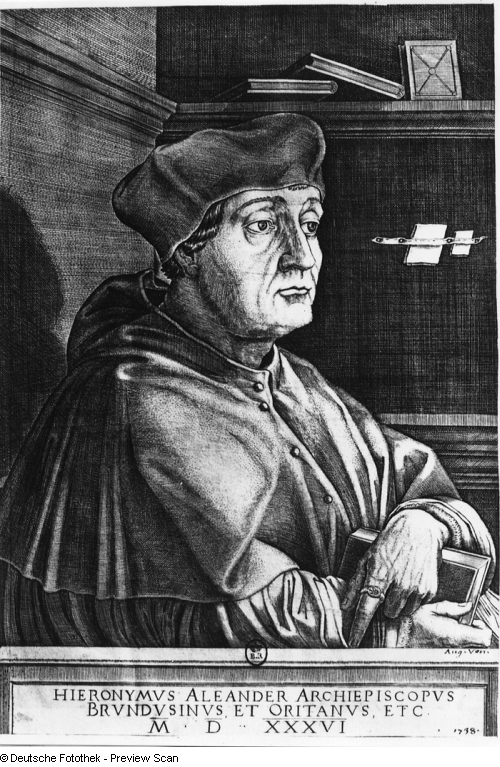
L'arquebisbe de Bríndisi e Oria Girolamo Aleandro (1524-1541)

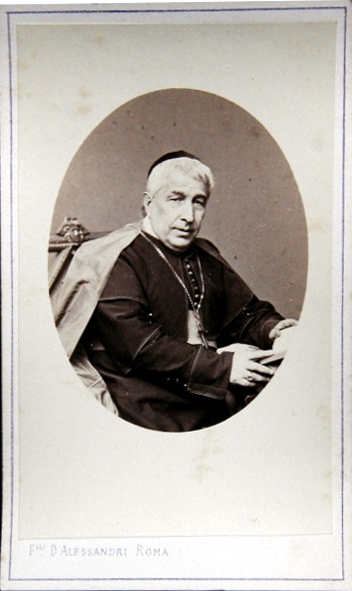
L'arquebisbe Raffaele Ferrigno, arquebisbe de Bríndisi (1856-1875); foto f.lli D'Alessandri

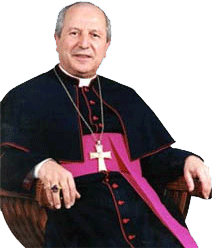
Rocco Talucci, arquebisbe de Bríndisi-Ostuni (2000-2012)

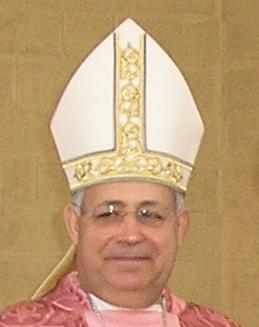
Domenico Caliandro, actual arquebisbe de Bríndisi-Ostuni

- Magelpoto † (primera meitat del segle viii)
- Paolo † (segle viii)
- Teodosio † (vers 865 - vers 895 mort)
- Giovanni I † (952 - 980)
- Andrea † (980 - 980)
- Paone † (980 - 983)
- Gregorio I † (987 - 996)
- Giovanni II † (996 - vers 1038)
- Leonardo o Nardo † (documentat el 1043 - 1044)
- Eustachio † (1050 - 1071)
- Gregorio II † (1074 - vers 1080 mort)
- Godino † (1085 - 1098 mort)

Arquebisbes de Bríndisi i Oria
- Badovino † (? - 1100 mort)
- Nicola † (vers 1101 - vers 1105 mort)
- Guglielmo II † (1105 - vers 1118 mort)
- Bailardo † (1122 - 1143)
- Lupo † (1144 - 1172 mort)
- Guglielmo III † (29 de juliol de 1173 - vers 1181 mort)
- Pietro † (2 de gener de 1182 - vers 1196 mort)
- Gerardo † (1196 - 1212)
- Pellegrino I † (1216 - 1224 mort)
- Giovanni III † (1224 - 1224)
- Giovanni Santo † (1225 - 1226)
- Pietro Paparone † (inicis de 1231 - finals de 1248)
- Pellegrino II † (23 d'octubre de 1254 - 1288 mort)
- Adenolfo † (23 de maig de 1288 - 1 d'octubre de 1295 nomenat arquebisbe de Conza)
- Andrea Pandone † (5 de febrer de 1296 - 5 de juny de 1304 nomenat arquebisbe de Càpua)
  - Rodolfo † (5 de juny de 1304 - 1305 dimití) (administrador apostòlic)
- Bartolomeo † (22 de gener de 1306 - 1319 mort)
- Bertrando † (18 de desembre de 1319 - 1333 mort)
- Guglielmo Isnardi, O.F.M. † (6 de desembre de 1333 - 3 de març de 1344 nomenat arquebisbe de Benevent)
- Guglielmo de Rosières, O.S.B. † (28 de febrer de 1344 - 7 d'abril de 1346 nomenat bisbe de Cassino)
- Galhard de Carceribus † 19 de juliol de 1346 - 1348 mort)
- Giovanni della Porta † (30 de maig de 1348 - 18 de gener de 1353 nomenat arquebisbe de Càpua)
- Pietro Gisio, O.P. † (2 de novembre de 1352 - 1378 mort)
  - Gurello † (7 de febrer de 1379 - 1382) (antibisbe)
- Marino del Giudice † (vers 1379 - inicis de 4 de juny de 1380 nomenat arquebisbe de Tàrent)
- Riccardo de Rogeriis † (11 de juny de 1382 - vers 1409 mort)
- Vittore † (15 de setembre de 1409 - 1411)
- Paolo Romano † (1411 - 1412 deposat)
- Pandullo, O.S.B. † (28 de novembre de 1412 - 1414 mort)
- Aragonio Malaspina † (9 de febrer de 1415 - 23 de febrer de 1418 nomenat arquebisbe d'Otranto)
- Paolo Romano † (23 de febrer de 1418 - abril o desembre de 1423 mort) (per segon cop)
- Pietro Gattula † (17 de maig de 1423 - 1437 mort)
- Pietro Sambiasi, O.P. † (15 d'abril de 1437 - 1452 mort)
- Goffredo Caruso (19 de desembre de 1453 - inicis de 28 de juliol de 1471 mort)
  - Sede vacante (1471-1477)
- Francesco de Arenis † (14 d'octubre de 1477 - d'agost de 1483 mort)
- Roberto Piscicelli † (7 d'abril de 1484 - 1513 mort)
- Domingo Idiocáiz (Domenico Idiaches) † (8 de juny de 1513 - 25 de setembre de 1518 mort)
- Gian Pietro Carafa † (20 de desembre de 1518 - 8 d'agost de 1524 dimití, posteriorment elegit papa amb el nom de Pau IV)
- Girolamo Aleandro † (8 d'agost de 1524 - 30 de gener de 1541 dimití)
- Francesco Aleandro † (30 de gener de 1541 - 3 de novembre de 1560 mort)
- Giovanni Carlo Bovio † (21 de juny de 1564 - de setembre de 1570 mort)
- Bernardino Figueroa † (26 de novembre de 1571 - de novembre de 1586 mort)
  - Sede vacante (1586-1591)

Arquebisbes de Bríndisi
- Andrés de Ayardis † (10 de maig de 1591 - 4 de setembre de 1595 mort)
- Juan Pedrosa, O.S.B. † (25 de maig de 1598 - 24 de gener de 1604 mort)
- Giovanni Falces, O.S.H. † (4 de juliol de 1605 - 15 d'octubre de 1636 mort)
- Francesco Sorgente, C.R. † (1 de març de 1638 - 9 de gener de 1640 nomenat arquebisbe, títol personal, de Monopoli)
- Dionisio O'Driscol, O.F.M.Obs. † (5 de març de 1640 - 9 d'agost de 1650 mort)
- Lorenzo Raynos † (19 de febrer de 1652 - 17 de març de 1656 mort)
  - Diego de Prado, O. de M. † (juny de 1656 - abril de 1658 mort) (bisbe electe)
- Francesco de Estrada † (28 de juliol de 1659 - 23 de novembre de 1671 mort)
- Alfonso Álvarez Barba Ossorio, O.C.D. † (29 de maig de 1673 - 22 de juny de 1676 nomenat arquebisbe de Salern)
- Emanuele Torres † (24 de maig de 1677 - 3 de desembre de 1679 mort)
- Giovanni de Torrecilla y Cardenas † (17 de març de 1681 - 24 de juny de 1688 mort)
- Francisco Ramírez, O.P. † (28 de febrer de 1689 - 26 d'agost de 1697 nomenat bisbe d'Agrigent)
- Agostino Arellano, O.S.A. † (15 de setembre de 1698 - 11 de novembre de 1699 mort)
- Barnaba de Castro, O.S.A. † (15 de desembre de 1700 - 11 de desembre de 1707 mort)
  - Sede vacante (1707-1715)
- Pau Vilana-Perles † (16 de desembre de 1715 - 12 de maig de 1723 nomenat arquebisbe de Salern)
- Andrea Maddalena, C.R.M. † (27 de setembre de 1724 - 11 de juliol de 1743 mort)
- Antonino Sersale † (9 de setembre de 1743 - 16 de novembre de 1750 nomenat arquebisbe de Tàrent)
- Giovanni Angelo Ciocchi del Monte † (1 de febrer de 1751 - 9 de febrer de 1759 dimití)
- Domenico Rovegno † (28 de maig de 1759 - 25 d'octubre de 1763 mort)
- Giuseppe de Rossi † (9 d'abril de 1764 - 16 de febrer de 1778 mort)
- Battista Rivellini † (14 de desembre de 1778 - 23 de desembre de 1795 mort)
- Annibale de Leo † (29 de gener de 1798 - 13 de febrer de 1814 mort)
- Antonio Barretta, C.R. † (26 de juny de 1818 - 7 de juny de 1819 dimití)
- Giuseppe Maria Tedeschi, O.P. † (17 de desembre de 1819 - 18 de març de 1825 mort)
- Pietro Consiglio † (13 de març de 1826 - 23 de novembre de 1839 mort)
- Diego Planeta † (15 de juliol de 1841 - 22 de desembre de 1849 dimití)[5]
- Giuseppe Rotondo † (20 de maig de 1850 - 17 de desembre de 1855 nomenat arquebisbe de Tàrent)
- Raffaele Ferrigno † (16 de juny de 1856 - 20 d'abril de 1875 mort)
- Luigi Maria Aguilar, B. † (17 de setembre de 1875 - 21 de gener de 1892 mort)
- Salvatore Palmieri † (16 de gener de 1893 - 7 d'agost de 1905 mort)
- Luigi Morando † (3 de gener de 1906 - 20 d'agost de 1909 mort)
- Tommaso Valeri, O.F.M. † (22 d'abril de 1910 - 14 d'agost de 1942 jubilat)[6]
- Francesco de Filippis † (26 de novembre de 1942 - 1 de setembre de 1953 jubilat)[7]
- Nicola Margiotta † (25 de setembre de 1953 - 24 de maig de 1975 jubilat)
- Settimio Todisco (24 de maig de 1975 - 30 de setembre de 1986 nomenat arquebisbe de Bríndisi-Ostuni)

### Seu d'Ostuni
- Datto † (citat el 1071)
- Mansoldo † (citat el 1082)
- Antonio Gionata † (1099 - 1101)
- Roberto † (1102 - 1137)
- Giovanni Mammuni † (1140 - 1160)
- Pietro † (1163 - 1169)
- Maroldo † (1182 - 1185)
- Ursileone † (1188 - 1208)
- Rinaldo † (1217 - 1219)
- Taddeo † (1220 - 1225)
- Pietro de Sebastiano † (1236 - 1267)
- Roberto † (1275 - 1297)
- Nicola † (1306 - 1310)
- Filippo † (vers 1320 - 1329 mort)
- Egidio de Altrachia, O.P. † (19 de juliol de 1329 - 1336 mort)
- Francesco Cavalerio † (24 de març de 1337 - 1361 mort)
- Pietro Calice, O.P. † (1 d'abril de 1362 - 12 de juliol de 1370 nomenat arquebisbe de Dubrovnik)
- Ugo de Scuria, O.F.M. † (12 de juliol de 1370 - 1374 mort)
- Bartolomeo Mezzavacca † (16 de juny de 1374 - 1378 nomenat bisbe de Rieti)
- Gabriele † (vers 1378 - 1380)
  - Nicola de Severola, O.F.M. † (18 de juny de 1380 - ?) (antibisbe)
- Giovanni Piccolpasso † (1380 - 1383 mort)
- Giovanni de Andria † (vers 1383 - 1412 mort)
- Antonio Paluci, O.F.M. † (13 de febrer de 1413 - 1423 mort)
- Giovanni de Pede † (25 d'octubre de 1423 - 25 de febrer de 1437 nomenat bisbe de Zante i Cefalònia)
- Nicola de Arpono † (25 de febrer de 1437 - 1470 mort)
- Bartolomeo Antonio de Salmen † (24 de setembre de 1470 - 1474 mort)
- Francesco Spallucci † (29 d'abril de 1478 - 1484 mort)
- Carlo de Gualandi † (5 de juliol de 1484 - 1498 mort)
- Francesco de Rizzardis † (24 de gener de 1499 - 1504 mort)
- Corrado Caracciolo † (5 de desembre de 1509 - 1516 mort)
- Giovanni Antonio de Rogeriis † (11 de maig de 1517 - 1530 mort)
- Pietro Bovio † (21 d'octubre de 1530 - 1557 mort)
- Giovanni Carlo Bovio † (1557 - 21 de juny de 1564 nomenat arquebisbe de Bríndisi i Oria)
- Vincenzo Cornelio † (25 d'octubre de 1564 - 1578 mort)
- Giulio Cesare Carafa † (5 de novembre de 1578 - 1603 mort)
- Giovanni Domenico d'Ettore † (28 de gener de 1604 - 1605 mort)
- Vincenzo Meligne † (17 de maig de 1606 - 1639 mort)
- Fabio Magnesio † (9 de gener de 1640 - d'agost de 1659 mort)
- Carlo Personè † (26 de gener de 1660 - 22 d'agost de 1678 mort)
- Benedetto Milazzi † (10 d'abril de 1679 - de novembre de 1706 mort)
- Bisanzio Fili † (11 d'abril de 1707 - d'abril de 1720 mort)
- Conone Luchini dal Verme † (16 de desembre de 1720 - 12 d'abril de 1747 mort)
- Francesco Antonio Scoppa † (15 de maig de 1747 - 25 de febrer de 1782 mort)
  - Sede vacante (1782-1792)
- Giovan Battista Brancaccio † (27 de febrer de 1792 - 15 d'octubre de 1794 mort)
  - Sede vacante (1794-1818)
  - Seu suprimida (1818-1821)
  - Seu en administració perpètua dels arquebisbes de Bríndisi (1821-1986)

### Seu de Bríndisi-Ostuni
- Settimio Todisco (30 de setembre de 1986 - 5 de febrer de 2000 jubilat)
- Rocco Talucci (5 de febrer de 2000 - 20 d'octubre de 2012 jubilat)
- Domenico Caliandro, des del 20 d'octubre de 2012

## Estadístiques
A finals del 2012, la diòcesi tenia 281.593 batejats sobre una població de 284.593 persones, equivalent al 98,9% del total.
| any  | població | població | població | sacerdots | sacerdots       | sacerdots       | sacerdots             | diaques | religiosos | religiosos | parroquies |
| ---- | -------- | -------- | -------- | --------- | --------------- | --------------- | --------------------- | ------- | ---------- | ---------- | ---------- |
| any  | batejats | total    | %        | total     | clergat secular | clergat regular | batejats por sacerdot | diaques | homes      | dones      |            |
| 1948 | 187.000  | 188.000  | 99,5     | 146       | 120             | 26              | 1.280                 |         | 34         | 175        | 33         |
| 1959 | 226.065  | 226.065  | 100,0    | 147       | 112             | 35              | 1.537                 |         | 40         | 284        | 37         |
| 1970 | 331.466  | 332.016  | 99,8     | 171       | 135             | 36              | 1.938                 |         | 44         | 407        | 48         |
| 1980 | 269.790  | 270.943  | 99,6     | 165       | 132             | 33              | 1.635                 |         | 37         | 364        | 57         |
| 1990 | 274.584  | 276.184  | 99,4     | 159       | 128             | 31              | 1.726                 | 3       | 35         | 278        | 60         |
| 1999 | 180.000  | 281.149  | 64,0     | 152       | 120             | 32              | 1.184                 | 8       | 38         | 228        | 61         |
| 2000 | 227.841  | 279.841  | 81,4     | 158       | 121             | 37              | 1.442                 | 9       | 38         | 211        | 61         |
| 2001 | 283.836  | 285.836  | 99,3     | 164       | 125             | 39              | 1.730                 | 10      | 45         | 145        | 61         |
| 2002 | 290.000  | 293.849  | 98,7     | 163       | 120             | 43              | 1.779                 | 10      | 47         | 200        | 62         |
| 2003 | 274.000  | 276.727  | 99,0     | 154       | 119             | 35              | 1.779                 | 10      | 45         | 200        | 61         |
| 2004 | 291.000  | 294.220  | 98,9     | 161       | 121             | 40              | 1.807                 | 9       | 44         | 200        | 59         |
| 2006 | 272.000  | 274.326  | 99,2     | 154       | 118             | 36              | 1.766                 | 13      | 43         | 230        | 59         |
| 2012 | 281.593  | 284.593  | 98,9     | 156       | 126             | 30              | 1.805                 | 11      | 36         | 180        | 60         |

### Per la seu de Bríndisi
- Aquest article incorpora fragments d'una publicació que està en domini públic:  «article name needed». A: Charles Herbermann. Catholic Encyclopedia.  Nova York: Robert Appleton, 1913.
- Pius Bonifacius Gams, Series episcoporum Ecclesiae Catholicae, Leipzig 1931, pp. 862–863(llatí)
- Konrad Eubel, Hierarchia Catholica Medii Aevi, vol. 1 Arxivat 2019-07-09 a Wayback Machine., p. 149; vol. 2 Arxivat 2018-10-04 a Wayback Machine., p. 111; vol. 3 Arxivat 2019-03-21 a Wayback Machine., pp. 141–142; vol. 4 Arxivat 2018-10-04 a Wayback Machine., pp. 122–123; vol. 5, pp. 128–129; vol. 6, pp. 132–133(llatí)

### Per la seu d'Ostuni
- Ludovico Pepe, Memorie storico-diplomatiche della Chiesa vescovile di Ostuni, Valle di Pompei 1891 (italià)
- Pius Bonifacius Gams, Series episcoporum Ecclesiae Catholicae, Leipzig 1931, p. 910 (llatí)
- Konrad Eubel, Hierarchia Catholica Medii Aevi, vol. 1 Arxivat 2019-07-09 a Wayback Machine., p. 381; vol. 2 Arxivat 2018-10-04 a Wayback Machine., p. 208; vol. 3 Arxivat 2019-03-21 a Wayback Machine., p. 265; vol. 4 Arxivat 2018-10-04 a Wayback Machine., p. 267; vol. 5, p. 299; vol. 6, p. 321 (llatí)